# Araihazar
Araihazar (en bengali : আড়াইহাজার) est une upazila du Bangladesh dans le district de Narayanganj. En 2011, on y dénombrait 376 550 habitants.